# Айрін Річ
Айрін Френсіс Лютер (англ. Irene Frances Luther), після другого шлюбу Річ англ. Irene Rich; 13 жовтня 1891 — 22 квітня 1988) — американська акторка. Власниця двох зірок на Голлівудській алеї слави — за внесок в кіно і радіо.

## Життєпис
Народилася в Буффало, штат Нью-Йорк, в сім'ї Мейбл Робінсон і Вільяма Мартіна Лютера.
У 18 років одружилася з Елвою Елкортом Деффенбахом. У 1910 році народила доньку Френсіс Річ, яка стала акторкою і скульпторкою. Після двох років шлюбу пара розлучилася, а через рік Лютер одружилася з лейтенантом армії США Чарльзом Річем, народила другу дочку. Цей шлюб також виявився невдалим, і в 1916 році подружжя розлучилося.
Після розлучення Річ, залишившись з двома дочками, працювала у сфері нерухомості, а в 1918 році потрапила в Голлівуд, де стала з'являтися в масовці на великому екрані.
На початку 1930-х років стала отримувати вже більші ролі в таких картинах, як «Вода, вода, усюди» (1920), «Дороги відчаю» (1921), «Розіта» (1923), «Коханий Єви» (1925), «Віяло леді Віндермір» (1925) і «Бережися одружених чоловіків» (1938).
З початком ери звукового кіно Річ перемістилася на ролі другого плану, з'явившись в таких картинах як «Чемпіон» (1931), «Той самий вік» (1938), «Смертельний шторм» (1940), «Ангел і негідник» (1947), «Форт Апачі» (1948) і «Жанна Д'Арк» (1948). У 1930-ті також багато працювала на радіо і грала на театральній сцені.
Після завершення акторської кар'єри в 1950 році Річ разом зі своїм четвертим чоловіком усамітнилася на ранчо недалеко від Санта-Барбари, де і провела решту життя. Айрін Річ померла від серцевої недостатності в квітні 1988 року у віці 96 років.
Удостоєна двох зірок на Голлівудській алеї слави — за внесок в кіно і радіо.

## Вибрана фільмографія
- 1921 — Дороги відчаю / Desperate Trails
- 1923 — Латунь / Brass
- 1923 — Лукреція Ломбард
- 1924 — Красунчик Браммел
- 1926 — Експрес медового місяця / The Honeymoon Express
- 1931 — Божевільний парад
- 1931 — Чемпіон
- 1938 — Той самий вік
- 1940 — Смертельний шторм
- 1947 — Ангел і негідник
- 1948 — Форт Апачі
- 1948 — Жанна Д'Арк